# Anolis cristatellus
El anolis crestado o abaniquillo crestado (Anolis cristatellus), es una especie de lagarto anoles perteneciente a la familia Polychrotidae.

## Distribución
Se encuentra en  Puerto Rico, República Dominicana, Estados Unidos, México,Venezuela, Ecuador y Costa Rica.

## Subespecies
- Anolis cristatellus cristatellus DUMÉRIL & BIBRON 1837
- Anolis cristatellus wileyae GRANT 1931